# UFO: Extraterrestrials
UFO: Extraterrestrials — компьютерная игра, неофициальное продолжение серии X-COM. По мнению некоторых критиков, является наиболее близкой по реализации к классической X-COM: UFO Defense.
Игра представляет собой смесь пошаговой стратегии и тактической ролевой игры.
Убоявшись судебных исков, разработчики перенесли действие с Земли на далекую планету Эсперанца.

## Сюжет
Действие игры происходит в человеческой колонии, которая узнаёт, что Земля была захвачена инопланетянами. Вскоре инопланетные корабли начинают прибывать и в колонию. Для защиты от агрессии создаются Силы Противодействия Пришельцам (СПП). Игрок может строить базы в различных странах планеты, но не более одной базы в стране (то же самое касается инопланетян). Но некоторые элементы игры всё же могли быть улучшены: солдаты не умирают в бою (объясняется тем, что учёные нашли способ клонировать тела для солдат, либо с помощью различных технологий полностью восстанавливают тела солдат), они просто оказываются в госпитале на очень долгий срок (в настройках золотого издания игры можно сделать так, чтобы солдаты погибали). При этом полная автоматизация найма солдат и персонала баз не позволяет игроку нанимать больше солдат взамен раненных (компьютер нанимает новых солдат только взамен погибших, это не относится к золотому изданию, в котором имеется возможность нанимать солдат). Уничтоженную технику невозможно восстановить. Зато можно купить/произвести новую. Все солдаты и вся техника будут уничтожены, в случае если инопланетный корабль уничтожит в полете транспортник, в котором находилась группа перехвата. Изучая и захватывая самих пришельцев, вы можете изучать новые технологии. По мере прохождения становится понятно, что единственный способ спасти человечество — уничтожить корабль-матку, на котором находится мозг, который управляет всей колонией. Основная причина нападения — гигантские залежи на планете Эсперанце редкого химического элемента — авония, который является центром всей цивилизации пришельцев. Из-за защитных и маскировочных технологий пришельцев, найти и ликвидировать шахты  по добыче авония невозможно. После нападения на Землю людям удалось нанести ядерный удар по хранилищу авония, в результате чего корабль-матка лишился значительных запасов этого вещества, и в колонии пришельцев начался энергетический кризис. Понятно, что как только на корабле-матке будет достаточное количество авония, следующей целью корабля будет перелёт к Эсперанце.
Вооружайте своих солдат и истребители разным вооружением. Вы можете захватывать базы пришельцев, вы берёте под защиту определенную страну. Но при этом пришельцы тоже могут захватывать ваши базы, нападая на них. При нападении на главную базу миссия по её защите начинается автоматически. При нападении на второстепенную базу у игрока есть 10 дней на её освобождение, иначе пришельцы уничтожают все постройки и находящиеся на базе самолёты. Пришельцы могут терроризировать мирное население.
Под конец игры игрок может построить уникальный космолёт «Кентавр» и отправится спасать человечество. Для его отправки необходимо исследовать и построить все его модули. Так же необходимо иметь самый лучший транспортник "Чёрт-рыба". Снаряжение, которое будут использовать солдаты, невозможно произвести на "Кентавре", поэтому всё необходимое снаряжение должно быть у солдат. После отправки "Кентавра", он приземляется на Земле на территории Северной Америки, в кратере потухшего вулкана. После начинаются несколько миссий по обнаружению необходимых артефактов для атаки материнского корабля чужих(взломанный земными хакерами прибор-идентификатор инопланетных кораблей SRO-2 и чертежей звёздного порта пришельцев на мысе Канаверал). После следует атака этого самого звёздного порта, и, сразу же за ним, атака материнского корабля. При этом, во время нахождения "Кентавра" на Земле его могут неоднократно атаковать пришельцы. Миссия по защите "Кентавра", естественно, начинается автоматически. Игра заканчивается победой при уничтожении главного мозга пришельцев.
Поражение в игре наступает в случае: 
- Главная база СПП была атакована пришельцами, и её не удалось защитить.
- Главная база СПП была атакована пришельцами, но на базе нет солдат или техники для её защиты.
- Банкротство. Первоначально игрок имеет в распоряжении 1 млн долларов, но в случае непродуманных трат и издержек эта сумма может дойти до нуля. При этом игрок имеет несколько источников дохода. Каждый месяц, государства (в первую очередь те, в которых имеется ваша база) перечисляют в конце месяца определенную сумму, которая зависит от результат игры. Оккупированные пришельцами государства денег не перечисляют, но при уничтожении базы пришельцев можно получить определенную сумму. Так же можно продавать инопланетные артефакты и снаряжение, технику и ЛА.
- На "Кентавр" было совершено нападение, и его не удалось защитить.
- Пришельцы добыли достаточное количество авония, и их материнский корабль появился рядом с Эсперанцой.

## Отзывы
| Сводный рейтинг | Сводный рейтинг |
| Агрегатор       | Оценка          |
| --------------- | --------------- |
| GameRankings    | 69,92 %         |